# Trofeo Joan Gamper 2019
El Trofeo Joan Gamper 2019 fue la LIV edición del torneo amistoso. El encuentro se disputó el 4 de agosto de 2019 en el Camp Nou. En esta ocasión el F. C. Barcelona se enfrentó al Arsenal F. C., siendo esta la primera participación del equipo inglés en el trofeo. El partido finalizó con la victoria de los azulgranas por 2 a 1.

## Partido
| Final; 4 de agosto de 2019, 20:00 | F. C. Barcelona                        | 2:1 (0:1) | Arsenal F. C.  | Camp Nou, Barcelona             |                                 |
|                                   | Maitland-Niles 69' (a.g.) · Suárez 90' | Reporte   | 36' Aubameyang | Asistencia: 98.812 espectadores | Asistencia: 98.812 espectadores |

| FC Barcelona | Arsenal |

| POR              | 13 | Neto                  |         | 46' |
| DEF              | 2  | Nélson Semedo         |         | 63' |
| DEF              | 3  | Gerard Piqué          | Capitán | 46' |
| DEF              | 23 | Samuel Umtiti         |         | 46' |
| DEF              | 27 | Jordi Alba            | 23'     | 63' |
| MED              | 4  | Ivan Rakitić          |         | 46' |
| MED              | 21 | Frenkie de Jong       |         | 46' |
| MED              | 28 | Riqui Puig            |         | 46' |
| DEL              | 11 | Ousmane Dembélé       |         | 63' |
| DEL              | 17 | Antoine Griezmann     |         | 79' |
| DEL              | 27 | Carles Pérez          |         | 46' |
| Cambios:         |    |                       |         |     |
| POR              | 1  | Marc-André ter Stegen |         | 46' |
| DEF              | 6  | Jean-Clair Todibo     |         | 46' |
| DEF              | 15 | Clément Lenglet       | 74'     | 46' |
| DEF              | 20 | Sergi Roberto         |         | 46' |
| MED              | 12 | Rafinha               |         | 46' |
| MED              | 19 | Carles Aleñá          |         | 46' |
| MED              | 5  | Sergio Busquets       |         | 46' |
| DEF              | 16 | Moussa Wagué          | 67'     | 63' |
| DEF              | 26 | Juan Miranda          |         | 63' |
| DEL              | 9  | Luis Suárez           |         | 63' |
| DEL              | 30 | Álex Collado          |         | 79' |
| Entrenador:      |    |                       |         |     |
| Ernesto Valverde |    |                       |         |     |

| POR         | 1  | Bernd Leno                |       |     |
| DEF         | 15 | Ainsley Maitland-Niles    |       |     |
| DEF         | 21 | Calum Chambers            |       |     |
| DEF         | 5  | Sokratis Papastathopoulos | 74'   | 87' |
| DEF         | 18 | Nacho Monreal             |       | 46' |
| MED         | 28 | Joe Willock               |       | 72' |
| MED         | 34 | Granit Xhaka              |       | 86' |
| MED         | 7  | Henrikh Mkhitaryan        |       | 71' |
| MED         | 10 | Mesut Özil                |       | 73' |
| MED         | 24 | Reiss Nelson              |       | 46' |
| DEL         | 14 | Pierre-Emerick Aubameyang |       | 86' |
| Cambios:    |    |                           |       |     |
| DEF         | 31 | Sead Kolašinac            |       | 46' |
| MED         | 29 | Mattéo Guendouzi          | 90+2' | 46' |
| DEL         | 77 | Bukayo Saka               |       | 71' |
| MED         | 8  | Dani Ceballos             |       | 72' |
| DEL         | 35 | Gabriel Martinelli        |       | 73' |
| MED         | 11 | Lucas Torreira            |       | 86' |
| DEL         | 30 | Eddie Nketiah             |       | 86' |
| DEF         | 20 | Shkodran Mustafi          |       | 87' |
| Entrenador: |    |                           |       |     |
| Unai Emery  |    |                           |       |     |

| Jugador del partido: Frenkie de Jong Árbitro principal: Juan Martínez Munuera Árbitros asistentes: Diego Barbero Sevilla César Manuel Noval Font Cuarto árbitro: Juan Manuel Ruíz Aguilera | Reglas del partido - 90 minutos. - Tiros desde el punto penal si el resultado es empatado. - Máximo de 11 jugadores sustitutos. |

| Bandera de España       |
| Campeón F. C. Barcelona |
| 42° título              |